# Mitterlache
Mitterlache bezeichnet ein natürliches Gewässer in der Gemeinde Weilheim in Oberbayern. Der See bildet mit dem Rothsee, dem Haarsee und dem Weiher Gumpenau eine Kette von Seen im Eberfinger Drumlinfeld. 
Der See ist in Privatbesitz und Badegewässer.